# Vitnäbbad kråka
Vitnäbbad kråka (Corvus woodfordi) är en fågel i familjen kråkfåglar inom ordningen tättingar.

## Utseende och läte
Vitnäbbad kråka är en medelstor (40–41 cm) kortstjärtad kråka med en massiv ljus näbb med mörk spets som är krökt. Fjäderdräkten är helt svart med viss grönglans. Ögat är brunt eller grått till blåvitt. På sidan av hakan syns bar purpurröd hud. Benen är svarta, men sulorna orangefärgade. Könen är lika, men hanen större än honan, framför allt på Choiseul och Santa Isabel. Lätet består av serier med stammande kraxande ljud, ljusare och snabbare än torreskråkan.

## Utbredning och systematik
Vitnäbbad kråka förekommer i Salomonöarna. Den behandlas antingen som monotypisk eller delas in i två underarter med följande utbredning:
- Corvus woodfordi woodfordi – förekommer på ön Guadalcanal i Salomonöarna
- Corvus woodfordi vegetus – förekommer på öarna Choiseul och Santa Isabel i Salomonöarna

## Levnadssätt
Arten hittas i låglänt och bergsbelägen regnskog, vanligen upp till 1000 meters höjd, sällsynt till 1250 meter. Den ses både inne i skog och utmed dess kanter, och kan ses födosöka i närliggande kokosplantage. Fågeln är liksom de flesta kråkfåglar allätare som tar både insekter och frukt. Fynd av honor som närmar sig häckningstillstånd i juni och juli tyder på att den troligen lägger ägg under södra halvklotets vår.

## Status och hot
Arten har ett stort utbredningsområde, men tros minska i antal, dock inte tillräckligt kraftigt för att den ska betraktas som hotad. Internationella naturvårdsunionen IUCN listar arten som livskraftig (LC).

## Namn
Fågelns vetenskapliga artnamn hedrar Charles Morris Woodford (1853–1927), brittisk naturforskare och Resident Commissioner i Salomonöarna 1896–1914.